# Plaza de Carretas
La plaza de Carretas es una céntrica e histórica plaza de la ciudad española de Albacete. Fue clave en tiempos de al-Ándalus en el origen de la capital albaceteña, en donde existió una fortificación que formaba parte de la muralla de la ciudad y que protegía al poblado. Alberga el mercado municipal de Carretas.

## Toponimia
La plaza ha recibido varias denominaciones a lo largo de su historia: la Cuesta en sus orígenes, plaza de Don Pablo y plaza de Mateo Valera a principios del siglo XX, y plaza de Carretas, su nombre actual.

## Historia
La plaza de Carretas es una de las céntricas plazas albaceteñas sobre las que recae el peso de haber dado origen a la ciudad de Albacete. Así, en ella se situó un castillo o fortificación que, a mediados del siglo XIII, sucumbió al avance de la reconquista cristiana. La plaza se comenzó a edificar en el siglo XVI y desde entonces ha acogido numerosas infraestructuras que forman parte de la historia de la capital. La última construcción moderna que se levantó fue el mercado de Carretas, que preside la plaza.

## Características
La céntrica plaza de Carretas está situada en el barrio Carretas-Huerta de Marzo de la capital albaceteña. Es atravesada por las calles Tinte, al sur, y San Agustín, al este, nexo de unión de ambas. Cuenta con una explanada de grandes dimensiones sobre la que se asienta el mercado de Carretas, situado en la misma.